# Verband Deutscher Architekten- und Ingenieurvereine

Logo

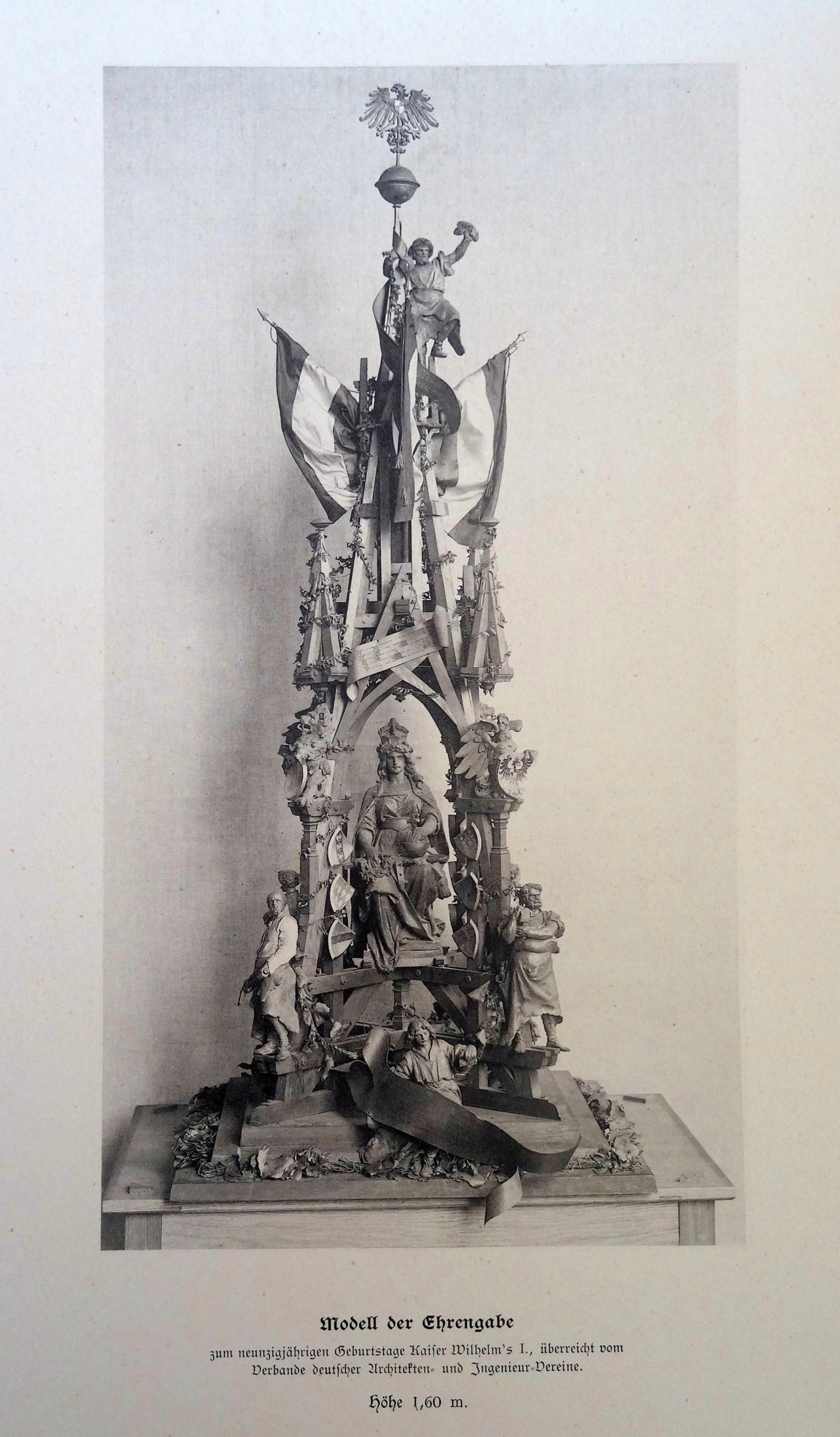
Modell der Ehrengabe zum 90. Geburtstag von Kaiser Wilhelm I. überreicht vom Verband deutscher Architekten- und Ingenieurverbände. Bildhauer: Aloys Denoth (1887)

Der Verband Deutscher Architekten- und Ingenieurvereine e. V. (DAI, ursprünglich abgekürzt VDAI) wurde 1871 als Dachverband der Architekten- und Ingenieur-Vereine (AIVe) in Deutschland gegründet. Der Gründung gingen umfassende Überlegungen und Diskussionen einflussreicher Persönlichkeiten voraus, die am 21. Mai 1870 in Berlin das erste gemeinsame Statut beraten hatten. Nach seiner Auflösung im Zuge der Gleichschaltung nach 1933 wurde er 1949 neu gegründet und hatte seinen Sitz in Bonn, später in Berlin. Aktuell (Januar 2012) sind 32 Architekten- und Ingenieur-Vereine im DAI organisiert. Zehn Vereine sind derzeit nicht Mitglied im DAI.

## Aufgabenbeschreibung
Hauptzweck ist die Förderung der Baukultur unter besonderer Berücksichtigung der regionalen Belange, die durch seine Mitglieder (die AIVe) vertreten werden. Um diese Aufgabe zu erfüllen, führt der DAI Architekten, Ingenieure und andere an der Baukunst und Bautechnik interessierte Personen zusammen und fördert deren Austausch im Sinne eines aktiven Netzwerks. Außerdem gibt er eine gleichnamige Verbandszeitschrift Baukultur heraus, die alle zwei Monate erscheint.
Darüber hinaus steht der DAI der unabhängigen Forschung und Entwicklung im Bauwesen zur Seite. Der Verband sieht es als seine Aufgabe an, bauwissenschaftliche, baukünstlerische, bauhistorische und bautechnische Arbeiten fördernd zu begleiten sowie die Aus- und Weiterbildung der Architekten und Ingenieure zu stärken. Nicht zuletzt gilt es, den Nachwuchs und die Studenten des Bauwesens in besonderer Weise zu unterstützen.

## Vergebene Preise
Der DAI vergibt folgende Preise: Den Großen DAI-Preis für Baukultur und den DAI-Literaturpreis.
Der Große DAI-Preis für Baukultur wird für besondere Verdienste um die Baukultur in Deutschland verliehen. Er zeichnet den Träger für sein Lebenswerk aus. Erstmals wurde der Preis 1990 ausgelobt.

Preisträger sind unter anderem:
| - 1995 Rolf Gutbrod - 1995 Fritz Leonhardt - 1996 Frei Otto - 1998 Stefan Polónyi - 2000 Oswald Mathias Ungers | - 2002 Axel Schultes - 2004 Albert Speer - 2006 Volkwin Marg - 2008 Norman Foster - 2010 David Chipperfield |

Der DAI-Literaturpreis wird an Persönlichkeiten verliehen, die sich im Journalismus oder in der Literatur um die Baukultur in Deutschland verdient gemacht haben. Erstmals wurde er anlässlich des 100-jährigen DAI-Jubiläums 1971 verliehen.

Preisträger u. a.:
| - 1980 Doris Schmidt - 1984 Wolfgang Pehnt - 1986 Dankwart Guratzsch - 1988 Wibke von Bonin - 1990 Paulgerd Jesberg - 1992 Werner Strodthoff - 1994 Melanie Luck von Claparède - 1995 Kristin Feireiss - 1997 Manfred Sack | - 1999 Werner Lorenz - 2001 Falk Jaeger - 2003 Georg Küffner - 2005 Enrico Santifaller - 2007 Max Bächer - 2009 Niels Gutschow - 2011 Ira Diana Mazzoni - 2013 Gerhard Matzig |